# بتروكيمياويات

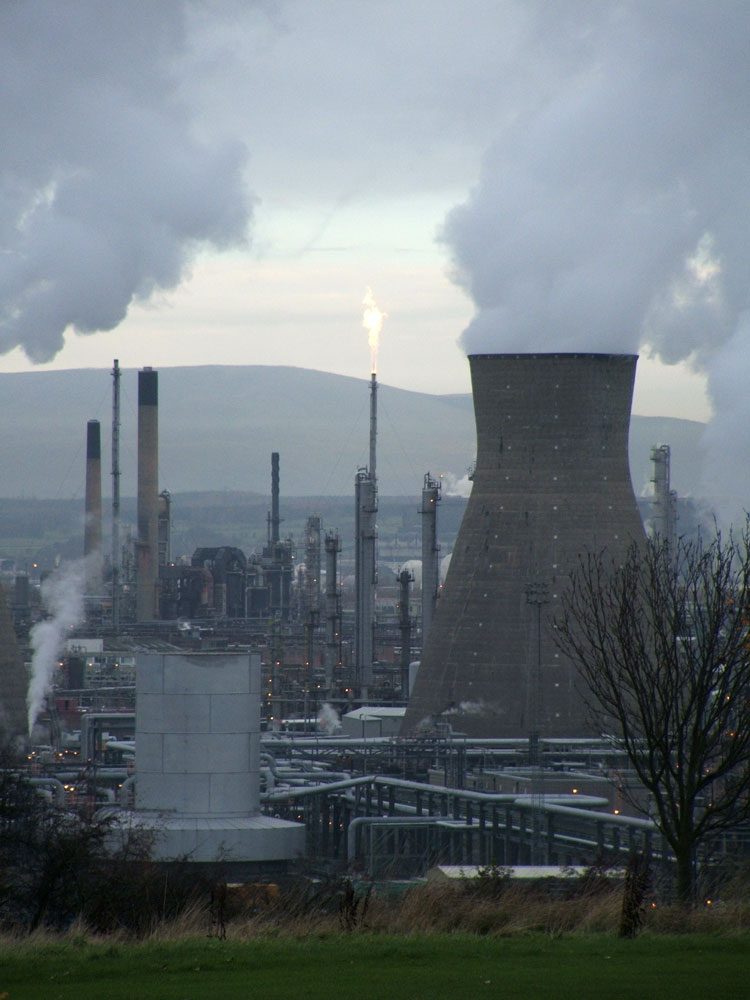
مصفاة للبتروكيمياويات في اسكتلندا

البتروكيمياويات، هي المواد الكيمياوية المستخرجة من النفط. تنتمي البتروكيمياويات أساسا إلى مجموعتين:الألكين (التي تضم الإثيلين والبروبيلين) والمركبات العطرية (التي تضم البنزين ومتزامرات الزيلين). تستعمل المواد البتروكيمياوية لصناعة العديد من المواد أهمها البلاستيك، مواد التنظيف، الرزين، زيوت التشحيم.

## أهم المواد البتروكيمياوية
- بولي إيثيلين
- البروبيلين
- البنزين (حلقة)
- التولوين
- الزيلين